# Alum Creek (Big Walnut Creek)
Der Alum Creek ist ein 93 km langer Nebenfluss des Big Walnut Creek im zentralen US-Bundesstaat Ohio. Der Fluss entspringt bei Mount Gilead im Morrow County und fließt danach vornehmlich in südlicher Richtung durch überwiegend landwirtschaftlich genutztes Gebiet. Er bildet den Alum Creek Lake und mündet südlich von Columbus in den Big Walnut Creek, einem Nebenfluss des Scioto River. Der Alum Creek Lake wurde 1974 als Trinkwasserreservoir für die Stadt Columbus aufgestaut und hat eine Oberfläche von rund 13,7 km². Darüber hinaus schützt der Staudamm vor Hochwasser im südlichen Bereich des Flusses.
Im Tal des Alum Creeks wurden Spuren der prähistorischen Adena-Kultur entdeckt, die von etwa 1000 v. Chr. bis 200 n. Chr. hier ansässig war. Am Flusslauf konnten sieben Mounds aus dieser Zeit nachgewiesen werden. Im 18. Jahrhundert gab es einige Dörfer der Delaware am Fluss, die dort eine Zeitlang auf ihrem Weg nach Westen lebten. Einer der ersten europäischen Siedler war Colonel Moses Byxbe, der etwa 150 km² Grundbesitz am Fluss hatte.
Im Krieg von 1812 errichteten Bewohner der Gegend vier Blockhäuser zur Verteidigung. Eins von ihnen stand direkt am Fluss. Fort Cheshire war ein zweistöckiges Blockhaus, das zur Verteidigung mit Schießscharten ausgestattet war. Aus dem überstehenden zweiten Stock konnte heißes Wasser auf die Angreifer gegossen werden. Das Gebäude diente später als Schule und war noch bis zum Amerikanischen Bürgerkrieg intakt. Eine Bronzeplatte erinnert heute am ehemaligen Standort an das Fort.
Zu Beginn des 19. Jahrhunderts führte entlang des Alum Creek der sogenannte Underground Railway, wie der Fluchtweg entlaufener Sklaven aus dem Süden genannt wurde. Bis zu 40.000 ehemalige Sklaven sollen über verschiedene Routen des Underground Railway in die Freiheit gelangt sein. Die Africa Road in der Nähe des Flusses bekam ihren Namen, weil eine nahegelegene Siedlung 30 ehemalige Sklaven aus North Carolina aufgenommen hatte.

## Namensvarianten
Der Fluss besitzt mehrere Bezeichnungsvarianten:
- Allum Creek[4]
- Elk Creek[4]
- Salt Creek[5]
- Seckle Creek[4]
- Sepung Creek[4]